# Joyeuse (Ardèche)
Joyeuse ist eine französische Gemeinde mit 1760 Einwohnern (Stand 1. Januar 2022) im Département Ardèche.

## Geographie
Die Gemeinde liegt in einem breiten Tal am Fluss Beaume. Nördlich schließt sich eine Gebirgskette an, südlich von Joyeuse bricht die Beaume durch eine Karstlandschaft ins Ardèchetal durch. Die Gemeinde ist Teil des Regionalen Naturparks Monts d’Ardèche.

### Bevölkerungsentwicklung
| Jahr                       | 1962 | 1968 | 1975 | 1982 | 1990 | 1999 | 2009 | 2018 |
| Einwohner                  | 1294 | 1317 | 1293 | 1368 | 1411 | 1483 | 1640 | 1737 |
| Quellen: Cassini und INSEE |      |      |      |      |      |      |      |      |

## Gemeindepartnerschaften
Joyeuse unterhält Partnerschaften mit dem katalanischen Vilassar de Dalt, dem italienischen Pescaglia und dem belgischen Jupille-sur-Meuse.

## Sehenswürdigkeiten
- Kirche St-Pierre, ehemalige Kloster- und Stiftskirche, seit 1988 Monument historique[1]

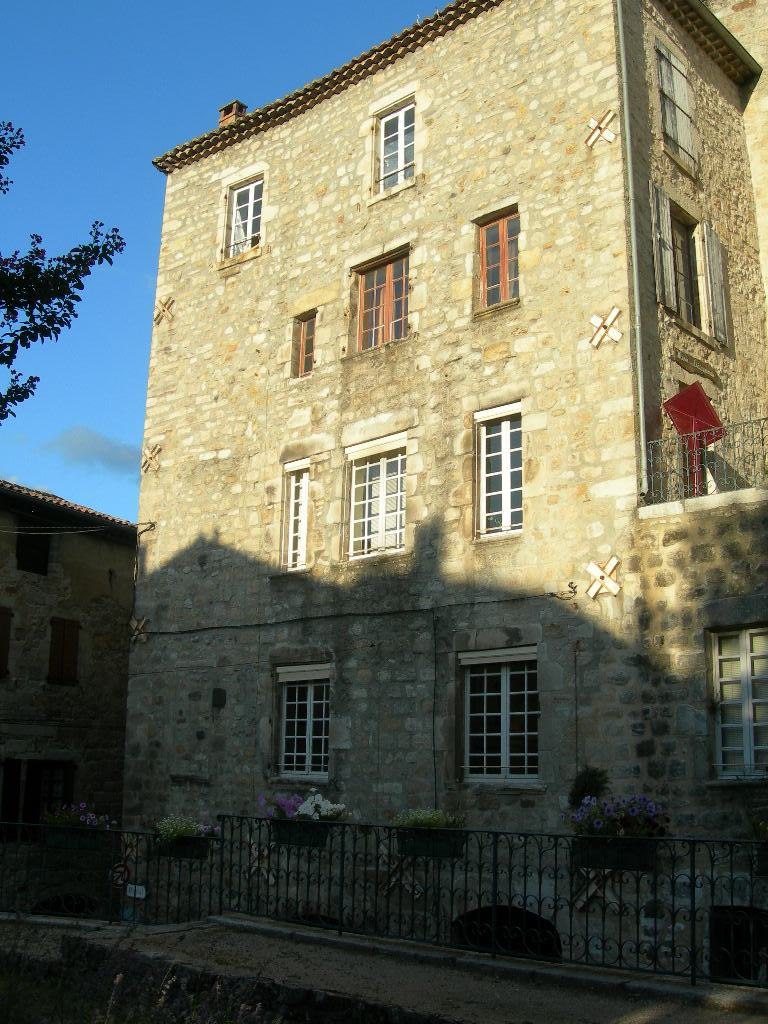
Le collège des Oratoriens. Heute beherbergt es das Musée de la Châtaigneraie (Kastanienmuseum)
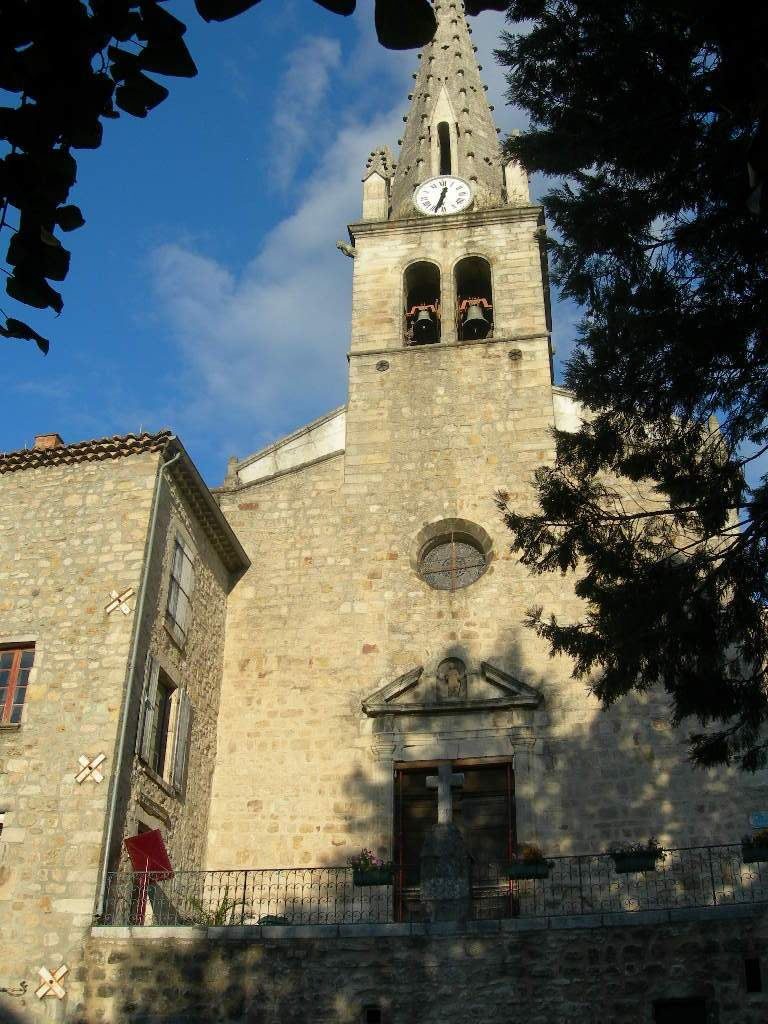
Kirche Saint-Pierre
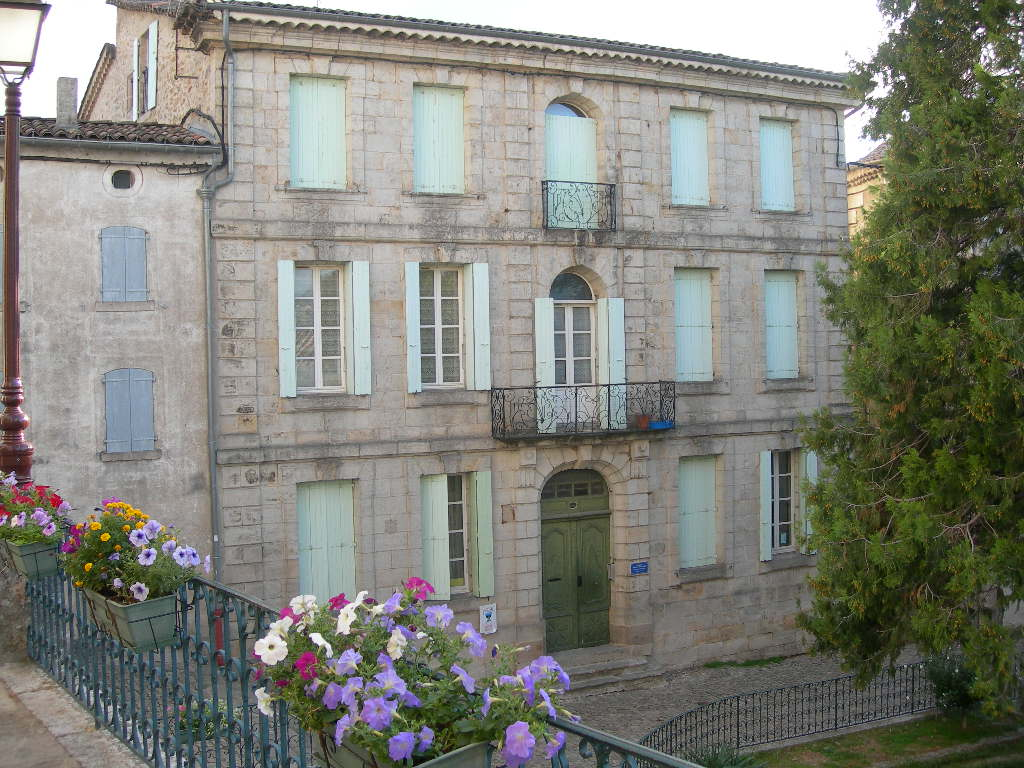
Hôtel de Montravel
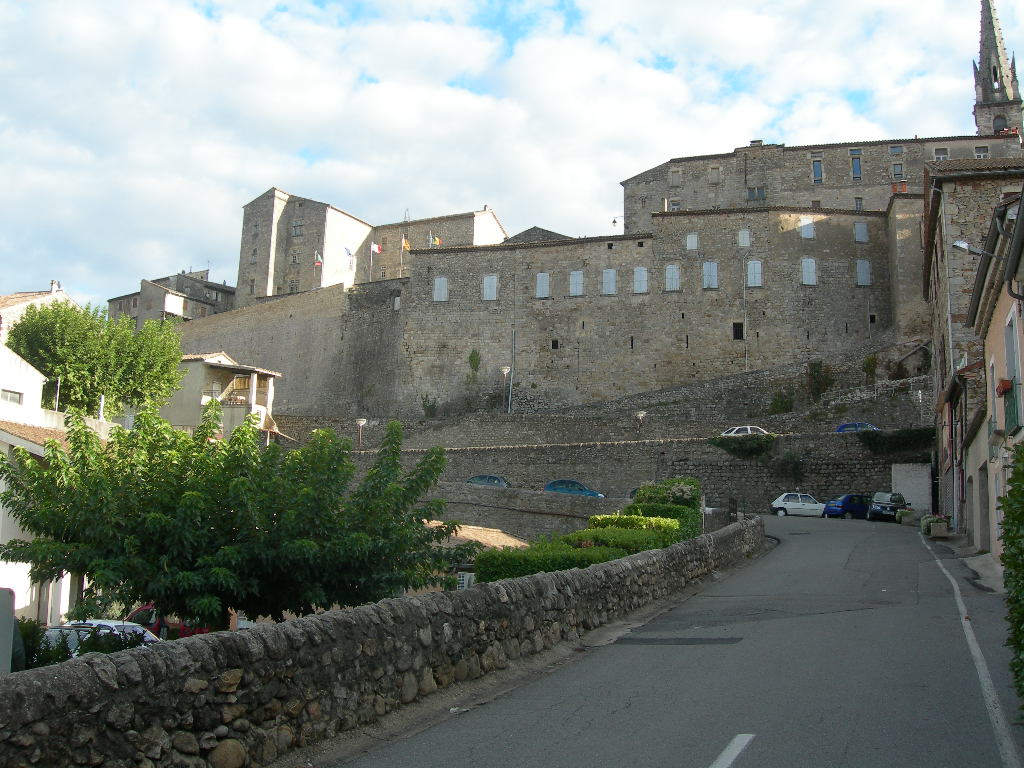
Schloss Joyeuse